# Baker Street (musical)
Baker Street és un musical de 1965 amb un llibre de Jerome Coopersmith i música i lletra de Marian Grudeff i Raymond Jessel.

## Rerefons
Basat lliurement en la història de Sherlock Holmes de 1891 "Escàndol a Bohèmia" d'Arthur Conan Doyle, amb elements de "El problema final" i " L'aventura de la casa deshabitada", està ambientada a Londres i als voltants el 1897, l'any en què el Regne Unit celebrava el jubileu de diamant del regnat de la reina Victòria (un esdeveniment marcat per una elaborada processó reial representada per les marionetes de Bil Baird). El musical es desvia del treball de Conan Doyle perquè Irene Adler es converteix en una associada de Holmes més que no pas en el seu oponent, permetent així un element de romanç entre els dos.
A causa dels problemes que va patir el programa durant les proves fora de la ciutat, Sheldon Harnick i Jerry Bock, l'exitós equip de composició de Fiddler on the Roof van ser convocats per contribuir amb cançons addicionals com "Cold Clear World" i "I Shall Miss You". També van escriure "I'm In London Again", que va ser el primer número d'Irene Adler, però després de la nit d'estrena, aquest número (que es pot escoltar a l'àlbum del repartiment) va ser abandonat i substituït per una altra composició de Bock-Harnick, "Buffalo". Belle" que tenia Irene Adler interpretant un elaborat número del Wild West. La ressenya de Stereo Review Magazine va descriure la partitura com a "Gilbert i Sullivan ben escalfats amb una salsa gelida de Lerner & Loewe".

## Produccions
El musical es va estrenar a Broadway al Broadway Theatre el 16 de febrer de 1965 fins al 30 d'octubre, i després es va traslladar al Martin Beck Theatre el 3 de novembre de 1965, on va tancar el 14 de novembre següent, després d'un total de 311 funcions i sis preestrenes. Dirigida per Hal Prince, el repartiment incloïa Fritz Weaver, Peter Sallis, Martin Gabel, Inga Swenson, Virginia Vestoff, Teddy Green, i, en papers secundaris, Christopher Walken i Tommy Tune en el seu debut a Broadway.
El productor Alexander H. Cohen va considerar que l'espectacle era un esdeveniment tal que va anunciar, abans de l'obertura, que els homes no serien admesos tret que estiguessin vestits amb jaquetes i corbates, i que les dones només podien entrar si portaven vestits. Aquesta política va canviar ràpidament un cop es van introduir les revisions mixtes.

## Repartiment
La llista següent inclou els papers del musical i els membres del repartiment a la producció de 1965. La producció també incloïa membres addicionals del repartiment i suplents.
- Sherlock Holmes – Fritz Weaver
- Irene Adler – Inga Swenson
- Professor Moriarty – Martin Gabel
- Dr. Watson – Peter Sallis
- Wiggins – Teddy Green
- Mrs. Hudson – Paddy Edwards
- Inspector Lestrade – Daniel Keyes
- Captain Gregg – Patrick Horgan
- Baxter – Martin Wolfson
- Murillo – Jay Norman
- Daisy – Virginia Vestoff
- Duckbellows – Bert Michaels
- Nipper – Sal Pernice
- Perkins – George Lee
- Macipper – Mark Jude Sheil
- Els tres assassins – Avin Harum, Christopher Walken, and Tommy Tune
- Cantant de la taverna – Gwenn Lewis

## Números musicals
| Act I - "It's So Simple" – Holmes, Watson, Lestrade, Captain Gregg - "I'm in London Again" – Irene - "Leave it to Us, Guv" – Wiggins, The Irregulars - "Letters" – Irene - "Cold, Clear World" – Holmes - "Finding Words for Spring" – Irene - "What a Night This is Going to Be" – Holmes, Watson, Irene, Daisy - "London Underworld" – Company - "I Shall Miss You" – Moriarty | Act II - "Roof Space" – Wiggins, The Irregulars - "A Married Man" – Watson - "I'd Do it Again" – Irene - "Pursuit" – Holmes - "Jewelry" – Baxter, Criminals |

## Premis i nominacions
| Any  | Premi        | Categoria                             | Nominat                        | Resultat  |
| ---- | ------------ | ------------------------------------- | ------------------------------ | --------- |
| 1965 | Premi Tony   | Millor autor                          | Jerome Coopersmith             | Nominat   |
| 1965 | Premi Tony   | Millor actriu protagonista de musical | Inga Swenson                   | Nominat   |
| 1965 | Premi Tony   | Millor escenografia                   | Oliver Smith                   | Guanyador |
| 1965 | Premi Tony   | Millor vestuari                       | Motley                         | Nominat   |
| 1966 | Premi Grammy | Millor àlbum de teatre musical        | Millor àlbum de teatre musical | Nominat   |